# Deváté srdce
Deváté srdce je filmová pohádka režiséra Juraje Herze z roku 1978.

## Děj
Potulný student Martin se dozví o princezně Adrianě, která trpí podivnou nemocí – je v moci čaroděje Aldobranidiniho, ve dne je duchem nepřítomná a v noci odchází neznámo kam. Martin se rozhodne, že princeznu vysvobodí ze zakletí. Aldobrandini si připravuje lektvary z devíti lidských srdcí. 

## Herecké obsazení
- Ondřej Pavelka – Martin
- Julie Jurištová – princezna Adriana
- Anna Maľová – Tončka
- Josef Kemr – impresário
- Josef Somr – hejtman
- Juraj Kukura – hrabě Aldobrandini
- František Filipovský – šašek
- Přemysl Kočí – velkovévoda
- Růžena Rudnická – velkovévodkyně
- Juraj Herz – astrolog

## Zajímavosti o filmu
Pohádka Deváté srdce se natáčela společně s druhou pohádkou Panna a netvor. V obou pohádkách se použily stejné kostýmy a kulisy. 
V pohádce si zahrál menší roli sám režisér Juraj Herz, který se zde mihne v roli nového astrologa.